# 2012 (ep)
2012 is de tweede ep van de Canadese poppunkband Chixdiggit. Het werd uitgegeven op 16 september 2016 door Fat Wreck Chords en bevat slechts een track, dat op zijn beurt weer 19 nummers bevat die zijn opgenomen tijdens live shows op verschillende locaties over de hele wereld in 2012.

## Nummers
1. "2012" - 24:23

## Muzikanten

### Band
- Tyler Pickering - drums
- Jimmy Gamble - slaggitaar
- K. J. Jansen - zang, basgitaar, slaggitaar

### Aanvullende muzikanten
- Brendan Tincher, Keeje, Mike Eggermont - achtergrondzang
- Brent Cooper - gitaar
- Kepi Ghoulie - zang